# Big Hero 6
Big Hero 6 (prt: Big Hero 6 - Os Novos Heróis; bra: Operação Big Hero)  é uma obra de animação de super-heróis estadunidense, lançada em 2014, produzida pela Walt Disney Animation Studios e distribuída pela Walt Disney Studios Motion Pictures. O filme é vagamente inspirado na equipe de super-heróis da Marvel Comics, também intitulada "Big Hero 6", criada por Man of Action. Dirigido por Don Hall e Chris Williams, a partir de um roteiro desenvolvido por Jordan Roberts, Robert L. Baird e Daniel Gerson, e produzido por Roy Conli, o elenco de vozes inclui Ryan Potter, Scott Adsit, Daniel Henney, T.J. Miller, Jamie Chun, Damon Wayans Jr, Genesis Rodriguez, James Cromwell, Maya Rudolph e Alan Tudyk.
A trama de "Big Hero 6" gira em torno de Hiro Hamada, um jovem prodígio da robótica, e Baymax, um robô de cuidados de saúde criado pelo falecido irmão de Hiro, Tadashi. Juntos, eles formam uma equipe de super-heróis com o objetivo de enfrentar um vilão mascarado que está por trás da morte de Tadashi.
Big Hero 6 é notável por ser o primeiro filme de animação da Disney a apresentar personagens diretamente da Marvel Comics, após a aquisição da Marvel pela Walt Disney Company em 2009. O Walt Disney Animation Studios desenvolveu uma nova tecnologia de software para produzir os visuais animados inovadores do filme.
Big Hero 6 teve sua estreia no 27º Festival Internacional de Cinema de Tóquio em 23 de outubro de 2014, seguido pelo lançamento nos Estados Unidos em 7 de novembro do mesmo ano. O filme foi aclamado pela crítica, recebendo elogios por sua animação de ponta, empolgantes sequências de ação, ritmo envolvente, alto valor de entretenimento, profundidade emocional e carisma dos personagens. Sua performance nas bilheterias foi igualmente impressionante, arrecadando mais de US$ 657,8 milhões em todo o mundo, tornando-se assim o filme de animação de maior bilheteria de 2014.
Além do sucesso comercial, Big Hero 6 foi reconhecido com vários prêmios e indicações. Recebeu sete indicações para os Annie Awards, ganhando uma delas, e também foi premiado com um Globo de Ouro. Na 87ª edição do Oscar, o filme conquistou o prestigioso prêmio de Melhor Longa-Metragem de Animação, solidificando seu lugar como uma das obras-primas do gênero.
Uma série de televisão, que dá continuidade à história do filme, foi transmitida de 2017 a 2021 no Disney Channel e Disney XD. Além disso, uma série curta de duas temporadas intitulada "Baymax Dreams" estreou em 2018. Mais recentemente, outra série, "Baymax!", estreou no Disney+ em 29 de junho de 2022.

## Sinopse
Na vibrante metrópole futurista de San Fransokyo, uma fusão entre São Francisco e Tóquio, o adolescente de 14 anos e prodígio da robótica, Hiro Hamada, encontra-se imerso em uma perigosa atividade: as lutas clandestinas de robôs. Para resgatá-lo desse caminho arriscado, seu irmão mais velho, Tadashi, aluno do Instituto de Tecnologia San Fransokyo, o conduz até o laboratório de pesquisa da instituição. Lá, Hiro é apresentado aos amigos íntimos de Tadashi: Go Go, Wasabi, Honey Lemon e Fred. Além disso, Tadashi revela a Hiro Baymax, um adorável robô de cuidados de saúde que ele mesmo inventou, assim como seu mentor, o professor Robert Callaghan. Impressionando os presentes com seu genial projeto durante a mostra da universidade - um conjunto de microbots minúsculos capazes de se conectar em qualquer configuração através de um transmissor neural - Hiro é admitido na instituição. Contudo, a celebração é interrompida abruptamente por um incêndio súbito que consome o prédio. Tadashi, corajoso, retorna ao local na tentativa de salvar o professor Callaghan, mas uma explosão trágica irrompe. Posteriormente, é realizado um comovente funeral em honra a Tadashi e Callaghan.
Duas semanas se passam desde a tragédia, e Hiro, mergulhado em um profundo luto, acidentalmente reativa Baymax. O único microbot remanescente de Hiro começa a se mover de forma autônoma, levando-o e Baymax até um armazém abandonado, onde descobrem uma produção em massa dos microbots. Um misterioso indivíduo mascarado, conhecido como Yokai e vestido com uma máscara de Kabuki, tenta se livrar da dupla, mas ambos conseguem escapar. Hiro suspeita que Yokai esteja por trás do incêndio que custou a vida de Tadashi, possivelmente para encobrir o roubo dos microbots.
Determinado a buscar justiça e vingança pela morte de seu irmão, Hiro equipa Baymax com uma armadura e um chip programado com habilidades de defesa em artes marciais. Baymax então convoca os amigos de Tadashi, e juntos eles se lançam em uma perigosa jornada pelas ruas da cidade, perseguidos por Yokai. Porém, Baymax surge como o herói salvador, protegendo o grupo de qualquer perigo iminente. Na casa da família de Fred, Hiro aprimora a armadura de Baymax enquanto o grupo se prepara, desenvolvendo suas próprias invenções para confrontar Yokai e desvendar os mistérios que cercam os microbots e o vilão mascarado.
Acreditando que o mascarado era o magnata da tecnologia Alistair Krei, que supostamente queria adquirir os microbots de Hiro, o grupo segue sua trilha até o laboratório abandonado na Ilha de Krei. Lá, eles fazem uma descoberta chocante: o laboratório foi utilizado para experimentos de teletransporte. No entanto, o governo interveio e fechou o laboratório após um piloto de teste desaparecer em um portal experimental. Antes que pudessem processar completamente essa informação, o grupo é emboscado por Yokai. Em um momento crucial, Hiro consegue remover a máscara do vilão, revelando a verdadeira identidade por trás do disfarce: trata-se de Callaghan, que fingiu sua própria morte usando os microbots de Hiro para se proteger da explosão. A revelação deixa Hiro enfurecido, sentindo que a morte de Tadashi foi em vão.
Movido pela dor e pela raiva, um Hiro transtornado toma uma decisão precipitada: remove o chip de saúde de Baymax e ordena que ele execute Callaghan, ignorando os apelos desesperados de seus amigos. Baymax, temporariamente privado de sua consciência compassiva, obedece aos comandos de Hiro. No entanto, antes que a situação saia totalmente de controle, Honey consegue reinstalar o chip de saúde, devolvendo Baymax à sua natureza benevolente. Apesar disso, Callaghan consegue escapar enquanto o grupo lida com as consequências emocionais de suas ações. Sentindo-se traído pelas decisões de seus amigos, Hiro parte com Baymax, ainda determinado a buscar vingança pela morte de Tadashi.
De volta ao lar, Hiro tenta mais uma vez remover o chip de saúde de Baymax, mas o robô, demonstrando uma notável compreensão emocional, bloqueia o acesso à sua porta. Baymax então revela a Hiro imagens de como Tadashi o desenvolveu, relembrando o propósito original do irmão de Hiro: ajudar os outros. As imagens servem como um poderoso lembrete para Hiro, que reconhece a impulsividade de suas ações. Ele pede desculpas a Baymax e aos seus amigos, percebendo o valor do trabalho em equipe e da bondade de coração. Enquanto investigam mais a fundo, eles descobrem a verdade sobre o piloto de teste desaparecido: era Abigail, a filha de Callaghan. Consumido pelo desejo de vingança contra Krei, Callaghan reativa o portal de teletransporte com a intenção de destruir a sede do magnata. Porém, Hiro, Baymax e o grupo se unem para enfrentar Callaghan e impedir seus planos nefastos. Em um confronto emocionante, Hiro, Baymax e seus amigos conseguem derrotar Callaghan e salvar Krei, mostrando que a verdadeira força reside na união e na dedicação ao bem maior.
Baymax detecta a presença de Abigail dentro do portal, surpreendendo a todos com a notícia de que ela ainda está viva, porém presa em um estado de hiper-sono. Apesar dos alertas de Krei sobre a instabilidade do portal, Baymax e Hiro decidem entrar para resgatar Abigail. Dentro do portal, Baymax é atingido por destroços, resultando na quebra de sua armadura e forçando Hiro a deixá-lo para trás. Em um emocionante momento de despedida, Baymax utiliza seu punho de foguete para impulsionar Hiro e Abigail para fora do portal antes de sua destruição iminente. Após emergir do portal, Abigail é levada às pressas para o hospital enquanto Callaghan é detido pelas autoridades por seus crimes. Enquanto isso, Hiro e seus amigos retornam à vida normal, frequentando a universidade juntos. Em um gesto de honra ao seu querido amigo robótico, Hiro descobre o chip de saúde de Baymax preso no punho do foguete. Determinado a manter viva a memória de Baymax, Hiro reconstrói o robô e, junto com seus amigos, formam uma equipe de super-heróis de alta tecnologia conhecida como Big Hero 6, continuando a proteger a cidade.
Em uma cena pós-créditos, Fred faz uma descoberta surpreendente ao encontrar um covil secreto de super-heróis na mansão de sua família, o que leva a um emocionante reencontro com seu pai.

## Elenco
- Ryan Potter como Hiro Hamada: Um garoto prodígio de 14 anos no campo da robótica. O codiretor Don Hall descreveu o personagem como alguém que está passando pela transição da adolescência para a vida adulta, um momento desafiador para qualquer jovem. Durante essa fase, alguns adolescentes desenvolvem uma certa ironia e uma atitude desgastada em relação à vida. No entanto, o diretor enfatizou que, graças ao talento e à personalidade simpática do ator Ryan Potter, Hiro foi interpretado de forma autêntica e genuína, mantendo sua simpatia e apelo junto ao público. Isso permitiu que o personagem fosse explorado de maneira profunda e cativante, tornando-o mais acessível e identificável para o público.[11][12]
- Scott Adsit como Baymax: Um robô inflável criado por Tadashi para desempenhar o papel de assistente médico. O co-diretor Don Hall descreveu o personagem como alguém que enxerga o mundo de uma maneira singular - sua principal preocupação é ajudar as pessoas, e ele vê Hiro como seu paciente. O produtor Roy Conli destacou o desafio de expressar emoções através de um personagem robótico, observando que as limitações físicas de Baymax poderiam dificultar a transmissão de sentimentos. No entanto, ele elogiou o trabalho do ator Scott Adsit, que deu voz ao personagem, por sua habilidade em contornar essas limitações. Scott conseguiu moldar a linguagem de Baymax de uma forma que transmitia emoção e senso de humor de maneira eficaz, permitindo que o público se conectasse com o quanto Baymax se importa com as pessoas ao seu redor. Essa abordagem habilidosa fez com que Baymax se tornasse um dos personagens mais queridos e memoráveis do filme.[11][12]

- Daniel Henney como Tadashi Hamada: O irmão mais velho de Hiro e criador de Baymax. Ele é retratado como uma figura inspiradora e dedicada, que frequenta o Instituto de Tecnologia San Fransokyo e desenvolveu Baymax como um assistente médico para ajudar as pessoas. Tadashi é um personagem fundamental na vida de Hiro, sendo uma fonte de apoio, orientação e inspiração para seu irmão mais novo. Sua morte precoce é um evento marcante que impulsiona a jornada de Hiro ao longo do filme. Tadashi é lembrado com carinho e admiração pelos outros personagens, e sua influência continua a ser sentida mesmo após sua partida.
- T. J. Miller como Fred, um fã de quadrinhos preguiçoso que também é um mascote do time do Instituto de Tecnologia de San Fransokyo.
- Damon Wayans Jr. como Wasabi, um jovem inteligente e ligeiramente neurótico que se especializou em lasers.
- Génesis Rodríguez como Honey Lemon, uma entusiasta de química do Instituto de Tecnologia de San Fransokyo.
- Jamie Chung como Go Go Tomago, uma aluna dura e atlética que se especializou em eletromagnetismo.
- Maya Rudolph como Cass Hamada, tia e guardiã de Hiro e Tadashi.
- James Cromwell como Robert Callaghan, chefe do programa de robótica no Instituto de Tecnologia de San Fransokyo, que se torna um supervilão mascarado extremamente poderoso, que planeja vingança contra Krei.
- Alan Tudyk como Alistair Krei, um empreendedor pioneiro, guru da tecnologia e CEO da Krei Tech e está sempre em busca do próximo grande sucesso.
- Katie Lowes como Abigail, filha do professor Callaghan e piloto de teste da Krei Tech.
- Daniel Gerson como sargento de mesa, o sargento do Departamento de Polícia de San Fransokyo.
- Paul Briggs como Yama, um gângster notório que busca vingança depois que Hiro derrota seu robô em uma luta clandestina de robôs com apostas ilegais.
- David Shaughnessy como Heathcliff, o mordomo da família de Fred.
- Billy Bush como locutor.
- Stan Lee como o pai de Fred.

## Trilha sonora
Henry Jackman compôs a partitura do filme. A trilha sonora apresenta uma música original intitulada "Immortals", escrita e gravada pela banda de rock estadunidense Fall Out Boy, que foi lançada pela Walt Disney Records como single em 14 de outubro de 2014. O álbum da trilha sonora foi lançado digitalmente pela Walt Disney Records em 4 de novembro de 2014 e teve um lançamento em CD em 24 de novembro.
Todas as músicas compostas por Henry Jackman (exceto "Immortals").
| Lista de faixas |                                |                                                     |                |         |  |
| N.º             | Título                         | Compositor(es)                                      | Intérprete(s)  | Duração |  |
| 1.              | "Immortals"                    | Patrick Stump, Pete Wentz, Joe Trohman, Andy Hurley | Fall Out Boy   | 3:15    |  |
| 2.              | "Hiro Hamada"                  |                                                     |                | 1:57    |  |
| 3.              | "Nerd School"                  |                                                     |                | 2:12    |  |
| 4.              | "Microbots"                    |                                                     |                | 1:46    |  |
| 5.              | "Tadashi"                      |                                                     |                | 1:46    |  |
| 6.              | "Inflatable Friend"            |                                                     |                | 1:56    |  |
| 7.              | "Huggable Detective"           |                                                     |                | 1:35    |  |
| 8.              | "The Masked Man"               |                                                     |                | 1:29    |  |
| 9.              | "One of the Family"            |                                                     |                | 1:49    |  |
| 10.             | "Upgrades"                     |                                                     |                | 2:27    |  |
| 11.             | "The Streets of San Fransokyo" |                                                     |                | 4:08    |  |
| 12.             | "To the Manor Born"            |                                                     |                | 1:15    |  |
| 13.             | "So Much More"                 |                                                     |                | 3:01    |  |
| 14.             | "First Flight"                 |                                                     |                | 2:35    |  |
| 15.             | "Silent Sparrow"               |                                                     |                | 4:39    |  |
| 16.             | "Family Reunion"               |                                                     |                | 2:39    |  |
| 17.             | "Big Hero 6"                   |                                                     |                | 6:57    |  |
| 18.             | "I Am Satisfied with My Care"  |                                                     |                | 5:29    |  |
| 19.             | "Signs of Life"                |                                                     |                | 1:14    |  |
| 20.             | "Reboot"                       |                                                     |                | 1:48    |  |
| Duração total:  | Duração total:                 | Duração total:                                      | Duração total: | 53:57   |  |

## Recepção
Big Hero 6 foi um sucesso de público e crítica. O filme teve 90% de resenhas positivas no site de compilação de críticas Rotten Tomatoes, baseado em 226 avaliações e uma nota de 74 de 100 no compilador Metacritic. Mais tarde, venceu Melhor Filme Animado no Oscar 2015. O curta Feast, que acompanhou o filme nos cinemas, também ganhou Oscar de Melhor Curta Metragem de Animação no mesmo ano.
Os primeiros territórios a receber Big Hero 6 foram da Comunidade dos Estados Independentes, aproveitando um feriado escolar na Rússia durante o último fim de semana de outubro. Na semana seguinte, o filme abriu em mais 7 países, inclusive os Estados Unidos e o Canadá. Big Hero 6 só chegou aos países lusófonos em dezembro, dia 18 em Portugal e 25 no Brasil. Com faturamento de US$644.8 milhões mundialmente, Big Hero 6 é a décima-primeira maior bilheteria de 2014, e maior entre as animações. É a terceira animação mais bem-sucedida da Walt Disney Feature Animation, atrás apenas de Frozen e O Rei Leão, e a 17º maior bilheteria de uma animação.

## Home vídeo
Big Hero 6 foi lançado nos Estados Unidos pela Walt Disney Studios Home Entertainment em blu-ray e DVD em 24 de fevereiro de 2015. Entre os bônus que a versão em Blu-ray apresenta incluem-se o curta-metragem Feast e os extras "The Origin Story of Big Hero 6: Hiro's Journey", "Big Hero Secrets" e "Big Animator 6: The Characters Behind the Characters", cenas deletadas, e o trailer. O escritor Steven T. Seagle, que criou a revista em quadrinhos Big Hero 6, criticou os extras do Blu-ray por documentar as origens do grupo e não mencionar ele ou co-criador Duncan Rouleau. Seagle também criticou o livro Art of Big Hero 6 pela mesma omissão.

## Outras mídias
A adaptação em mangá (quadrinhos japoneses) de Big Hero 6, intitulada Baymax (ベイマックス, Beimakkusu) no Japão, ilustrada por Haruki Ueno, começou a ser publicada na revista Magazine Special da Kodansha em 20 de agosto de 2014. Um capítulo prólogo foi publicado na revista Weekly Shōnen Magazine em 6 de agosto de 2014. De acordo com o site oficial japonês do filme, o mangá revelou detalhes da trama no Japão antes de qualquer outro lugar do mundo. O site também citou o co-diretor do filme, Don Hall, a quem ela se refere como um fã de mangá, dizendo que o filme teve inspiração japonesa.

### Videogame
Um jogo baseado no filme, intitulado Big Hero 6: Battle in the Bay foi lançado em 28 de outubro de 2014 para Nintendo 3DS e Nintendo DS. Hiro e Baymax também estão disponíveis em Disney Infinity: Marvel Super Heroes como personagens jogáveis no Toy Box. Há também um aplicativo baseado no filme intitulado Big Hero 6: Bot Fight.
Um mundo baseado em Big Hero 6 fará a sua primeira aparição em Kingdom Hearts III. O mundo vai continuar a história dos acontecimentos do final do filme.

### Brinquedos
A empresa de brinquedos de vinil Funko divulgou as primeiras imagens das figuras baseadas no filme. A coleção da série POP Vinyl apresenta Hiro Hamada, GoGo Tomago, Wasabi, Honey Lemon, Fred e Baymax.
Bandai lançou uma série de action figures relacionados ao filme; entre os brinquedos estão várias versões de Baymax.

### Sequência e televisão
Em maio de 2015, houve rumores sobre uma possível continuação do filme que estaria prevista para estrear no final da produção de Guardiões da Galxia: Vol. 2, mas nada foi confirmado. Em março de 2016, a Disney anunciou que uma série de televisão animada do filme, e em 20 de novembro de 2017 a série estreou, levando o nome de: Big Hero 6: A Série foi desenvolvida por Mark McCorkle e Bob Schooley, os mesmos criadores que, juntamente com outros, desenvolveram a série Kim Possible,e também conta com a produção executiva de McCorkle e Nick Filippi 
A série teve lugar imediatamente após os eventos do filme, sendo inspirada na revista em quadrinhos «Sunfire and Big Hero 6», utilizando a animação 2D. Atualmente, em 2022, possui 3 temporadas e está disponível no serviço de streaming Disney+. 

## Prêmios e indicações
Óscar 2015
- Venceu
  - Melhor animação[18]

Globo de Ouro 2015
- Indicado
  - Melhor filme de animação[33]